# تیلور (ویرجینیای غربی)
تیلور (به انگلیسی: Taylor) یک منطقهٔ مسکونی در ایالات متحده آمریکا است که در شهرستان هاردی، ویرجینیای غربی واقع شده‌است.